# Червеногръд сокол
Червеногърдият сокол (Falco deiroleucus) е вид птица от семейство Соколови (Falconidae). Видът е почти застрашен от изчезване.

## Разпространение
Видът е разпространен в Аржентина, Белиз, Боливия, Бразилия, Венецуела, Гватемала, Гвиана, Еквадор, Колумбия, Мексико, Никарагуа, Панама, Парагвай, Перу, Суринам, Тринидад и Тобаго и Хондурас.